# Andreas Ullrich
Andreas Ullrich (* 20. Jahrhundert) ist ein österreichischer Wissenschaftler und Unternehmer sowie Träger der Wilhelm-Exner-Medaille.

## Leben
Ullrich absolvierte ein Studium der Elektrotechnik an der Technischen Universität Wien und promovierte mit der Arbeit "Hochauflösendes optisches Doppler-Radar" zum Dr. techn. Von 1984 bis 1991 war er als Assistenzprofessor am Institut für Nachrichtentechnik und Hochfrequenztechnik der TU Wien tätig, ab 2001 lehrte er dort als Dozent für Radartechnologie.
Ab 1991 war Ullrich in verschiedenen Positionen bei der in Horn (Niederösterreich) ansässigen Riegl Laser Measurement Systems GmbH tätig. Er transformierte das Unternehmen von einem Gerätehersteller zu einem Systemanbieter im Laserbereich. Darüber hinaus entwickelte er High-Tech-Anwendungen, die im Weltraum oder in der Radar-Geschwindigkeitsüberwachung zum Einsatz kommen.
Im Jahr 1998 erfolgte durch Ullrich die Markteinführung von Laserscannern, dreidimensionalen Abtastsystemen, deren Anwendungsmöglichkeiten breit gestreut sind. Sie können sowohl in den Bereichen Vermessungstechnik, Architektur, Denkmalschutz und Archäologie als auch beim Industrieanlagenbau verwendet werden. Im Jahr 2003 stellte er das weltraumtaugliche Laserradar vor, das für das automatische Andocken der europäischen und japanischen Versorgungsmodule an die internationale Raumstation ISS zum Einsatz kommt.
Am 28. November 2004 erhielt Ullrich für seine Leistungen in der Forschung und Entwicklung die höchstrangige österreichische Ehrung für Techniktransfer, die Wilhelm-Exner-Medaille. Ullrich und der ebenfalls geehrte israelische Biochemiker Meir Wilchek wurden am Vormittag desselben Tages im Rahmen eines Empfangs in der Präsidentschaftskanzlei dem damaligen österreichischen Bundespräsidenten Heinz Fischer vorgestellt.
Seit 2006 fungiert Ullrich als Technischer Direktor und Geschäftsführer der Riegl Laser Measurement Systems GmbH. Die Datenbank des akademischen Netzwerks ResearchGate listet 44 Publikationen Ullrichs auf (Stand 2019).